# 49 pr. n. št.
49 pr. n. št. je bilo leto predjulijanskega rimskega koledarja. V rimskem svetu je bilo znano kot leto sokonzulstva Lentula in Marcela, pa tudi kot leto 705 ab urbe condita.
Oznaka 49 pr. Kr. oz. 49 AC (Ante Christum, »pred Kristusom«), zdaj posodobljeno v 49 pr. n. št., se uporablja od srednjega veka, ko se je uveljavilo številčenje po sistemu Anno Domini.

## Dogodki
- Julij Cezar zavzame Masalijo.
- rimski senat podpre Pompeja proti Cezarju.
- Julij Cezar prestopi Rubikon - prične se državljanska vojna.

## Smrti
- Aristobul II., judovski vrhovni svečenik in kralj judejskega Hasmonejskega kraljestva, (* okrog 100 pr. n. št.)